# Crocus tournefortii
Crocus tournefortii ist eine Pflanzenart aus der Gattung der Krokusse (Crocus).

## Merkmale
Crocus tournefortii ist ein ausdauernder Knollen-Geophyt, der Wuchshöhen von 4 bis 14 Zentimeter erreicht. Die Knollenhülle ist papierartig und am Grund in parallele Formen zerschlitzt. Die Blüten sind flach ausgebreitet, meist blaulila oder weiß gefärbt und im Schlund hell- bis dunkelgelb. Nachts bleiben sie offen. Die Staubbeutel und Pollen sind weiß. Die Staubfäden sind dicht flaumig.
Die Blütezeit reicht von September bis Dezember.
Die Chromosomenzahl beträgt 2n = 30, seltener 25, 26, 27, 28, 29 oder 31.

## Vorkommen
Crocus tournefortii kommt in Griechenland und in der Ägäis (Kreta, Rhodos, Chalki) vor. Auf Kreta wächst die Art in Phrygana, auf Felsen und in Auwäldern in Höhenlagen von 0 bis 600 Meter.

## Belege
- Ralf Jahn, Peter Schönfelder: Exkursionsflora für Kreta. Mit Beiträgen von Alfred Mayer und Martin Scheuerer. Eugen Ulmer, Stuttgart (Hohenheim) 1995, ISBN 3-8001-3478-0, S. 367.